# Rock Island Centennial Bridge
Die Rock Island Centennial Bridge (auch: Centennial Bridge) ist eine über den Mississippi führende stählerne Bogenbrücke. Sie verbindet Rock Island in Illinois mit Davenport in Iowa. Die Brücke ist 1173 m lang und besteht aus fünf Bögen mit je unten liegender Fahrbahn. Die Oberkante der Bögem befindet sich  52 m über dem Wasserspiegel  des Mississippi.
Nach ihrer Eröffnung 1940 war die Centennial Bridge zunächst mautpflichtig. Die ursprünglich erhobene Gebühr von 0,05 US$ wurde im Laufe der Zeit auf 0,50 US$ für PKW und für Sattelzüge sogar auf 2 US$ erhöht. Am 2. Mai 2003 wurde die Maut abgeschafft. Fußgänger mussten bis 1960 ebenfalls eine Gebühr von 0,05 US$ entrichten, um die Brücke passieren zu dürfen.
Ursprünglich sollte die Brücke nach Robert Galbraith, dem damaligen Bürgermeister von Rock Island, Galbraith Bridge getauft werden. Doch zum Anlass der Hundertjahrfeier (engl.: centennial) Rock Islands, schlug dieser den Namen Centennial Bridge vor.
1998 wurden auf den fünf Bögen der Brücke Lichter installiert. Die Bögen werden oft als Symbol für die Quad Cities angesehen. Auf der Davenporter Seite der Brücke befindet sich, etwas flussaufwärts, das John O’Donnell Stadium.